# 阿含経
阿含経（あごんきょう、あごんぎょう、梵・巴: āgama, アーガマ）とは、最も古い仏教経典集（スートラ）であり、釈迦の言葉を色濃く反映した真正な仏教の経典ものとされる。阿含（あごん）とは、サンスクリット・パーリ語のアーガマの音写で、「伝承された教説、その集成」という意味である。阿含の類義語には部（ぶ、Nikāya）があり、パーリ仏典ではそれが用いられている。
釈迦の死後、その教説は迦葉や阿難を始めとする弟子たちを中心として何回かの結集を経てまとめられ、経蔵(sutta-piṭaka, スッタ・ピタカ)を形成した。他方、守るべき規則は律蔵(vinaya-piṭaka, ヴィナヤ・ピタカ)としてまとめられたが、一般に紀元前4世紀から紀元前1世紀にかけて徐々に作成されたものであると言われている 。その経蔵はそれぞれ阿含（āgama, アーガマ）または部（nikāya、ニカーヤ）の名で呼ばれた。
これらの現存するものは、スリランカ、ミャンマー、タイ、カンボジア、ラオス、ベトナムに伝えられている『パーリ語仏典』と、それに相応する漢訳経典などである。漢訳では長・中・雑・増一の四阿含（しあごん）があり、大正蔵では冒頭の阿含部に収録されている。パーリ語訳では五部が伝えられている。両者は、伝持した部派や原語は異なるものの、共に同一の阿含経典群から訳されたもので一定の対応関係がある。

## 構成
パーリ語仏典の経蔵と、漢訳『阿含経』の主な対応関係は以下の通り。
1. 「長部」（巴: dīgha-nikāya, ディーガ・ニカーヤ） : 『長阿含経』（じょう-） - 長編の経典集。全30経。
2. 「中部」（巴: majjhima-nikāya, マッジマ・ニカーヤ） : 『中阿含経』 - 中編の経典集。全222経。
3. 「相応部」（巴: saṃyutta-nikāya, サンユッタ・ニカーヤ） : 『雑阿含経』（ぞう-）- 短編の経典集。全1362経。
4. 「増支部」（巴: aṅguttara-nikāya, アングッタラ・ニカーヤ) : 『増一阿含経』（ぞういつ-）- 法数ごとに集められた短篇の経典集。全473経を全11集にまとめたもの。
5. （「小部」（巴: khuddaka-nikāya, クッダカ・ニカーヤ）  - 『法句経』（ほっくきょう）や『本生経』（ほんじょうきょう）など。漢訳では相当文が散在するが、主に大蔵経の「本縁部」に相当する。）

### 所持部派
上記の漢訳「四阿含」は、分別説部（上座部仏教大寺派）で一括的に継承されてきた「パーリ五部」とは異なり、異なる部派の『阿含経』（アーガマ）を寄せ集めたものである。今日考えられている各『阿含経』（アーガマ）の所持部派を示すと以下のようになる。
- 『長阿含経』(梵: Dīrgha-āgama) --- 法蔵部
- 『中阿含経』(梵: Madhyama-āgama) --- 説一切有部
- 『雑阿含経』(梵: Saṃyukta-āgama) --- 説一切有部
- 『増一阿含経』(梵: Ekottarika-āgama) --- 大衆部

## 歴史
中国では、原初的な経典であることが指摘されたり、研究が行われた記録もあるが、重要視されることはなかった。天台宗の教相判釈である五時八教では、阿含経は釈迦が布教最初期に一般人向けに説いた最も平易かつ初歩的な教えと位置付けている。
日本にも仏教の伝播初期から伝えられており、倶舎宗で研究されていたとされるが、五時八教の影響が強かったため久しく読まれることがなかった。
江戸時代の儒学者富永仲基は『出定後語』で「大乗非仏説」を説き、阿含経を再評価した。富永は阿含経を原初的な経典と評価する一方で、「其実阿難所集則纔阿含数章已」（その実、阿難の集むる所は則ち纔かに阿含の数章のみ）すなわち阿含経のうち釈迦の直説と考えてよいのはせいぜい数章だけで大部分は後世の付加であると考察した。この見解は、近現代の学界における阿含経の評価と基本的に同じである。

### 研究史
『阿含経』はむしろ近代文献学を事とするヨーロッパの研究者たちによって正当な評価を受けた。
上述の通り、阿含経は日本の仏教者にとって永らく注目されずにあったものだが、ヨーロッパの研究者に学んだ明治以降は日本でも盛んに研究され今日に至っている。以下、パーリ語の研究史とも併せて略史を記す。
研究の契機は、イギリスによるセイロン島支配(1815年に英領編入が完了)であった。1824年、イギリス人宣教師クラフによってパーリ語の文法書が出版されて以来、まずパーリ語の研究が始まる。これはセイロンの歴史書研究の必要性からであった。フランスも、同じくパーリ語仏教圏であるタイとビルマに勢力を伸ばしており、1826年ビュルヌフによるパーリ語に関する学的論文が発表される。やがてこれらの研究の成果として、1837年セイロン島史『マハーヴァンサ』(大史)がパーリ語原典からターナーによって英訳された。

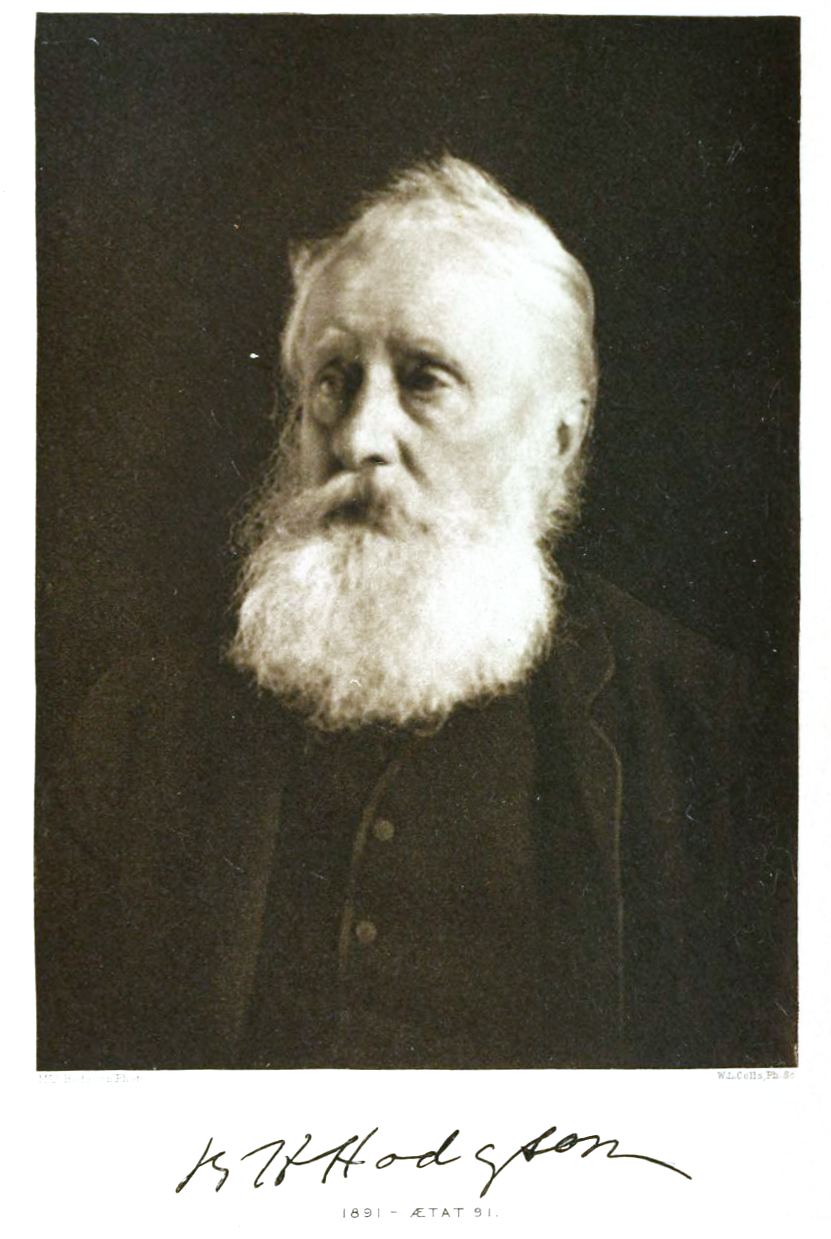
ブライアン・ホートン・ホジソン

同じ頃、ブライアン・ホートン・ホジソンによって1826年にネパールのサンスクリット(以下、梵語)仏典が紹介されており、欧州は仏典に梵語によるものとパーリ語によるものの別が存在することを知った。この両者の新古をめぐって論争が起こり、仏典の比較研究が始まる。1852年に上述のビュルヌフは『法華経』をフランス語訳したが、このようにパーリ語仏典の研究は梵語の研究と深い関係を持つものであった。ホジソンはやがて梵語仏典が古層であるという自説を撤回したが、ビュルヌフにしても、梵パ仏典の前後関係については資料不足のために結論を出すことは出来なかった。
1855年ファウスベルが『法句経』のパーリ語原文とラテン語訳を出版して以降、原典出版が盛んとなり、1881年にはリス・デイヴィッズによってパーリ聖典協会(Pāli Text Society)がロンドンに設立され、パーリ語学者の総力を挙げて組織的な出版が開始されるに至る。今日に至るまで、同協会の出版がパーリ語仏典研究の基礎である。
既に記したように、パーリ語の研究は当初キリスト教の宣教師によって開始されたもので、宣教師の研究動機は「仏教よりもキリスト教が優れている」ことを証明するためであった。これに対し、植民地支配の構造とも相俟って劣勢に置かれた仏教徒の反論がなされた。1873年セイロンのグナーナンダは新聞社主催の討論でキリスト教を論破し、仏教の威信を回復した。これを機会に1874年コロンボにヴィドヨーダヤ大学が設立されて、仏教徒による研究が起こった。
セイロンの仏教は、ポルトガル・オランダ・ヒンドゥー教徒の国王の迫害などによって数度にわたり出家比丘サンガの伝統が途絶えた。現存する比丘サンガは、1756年にタイから、ついでビルマから具足戒を逆輸入することで復興された。このために、タイ・ビルマの仏教徒の研究と出版の成果が、国際色の強いセイロンから発表されるという構図を取ることとなった。セイロンは南伝上座部仏教の国際センターといった地位を獲得したのである。
明治以降の日本の仏教者も、セイロンやタイへの留学が先行して流行した。その後、梵語仏典やインド哲学一般との関係、仏教一般といった視点の獲得を求めて欧州への留学が盛んとなった。日本の仏教者は大乗仏教徒であり、欧州留学の主要な動機も梵語研究にあった。しかし、梵語を習得すればパーリ語の読解も比較的容易であるため、当初は梵語に比べて二次的な関心しか払われなかったパーリ語研究も、時間が経つにつれて梵語・パーリ語・漢語・チベット語の比較対照研究といった方面から盛んとなる。
南条文雄は1883年に英訳『大明三蔵聖教目録』(南条目録と呼ばれる)を出版したが、その中で漢訳の阿含経とパーリ語のアーガマが対応関係にあることを指摘した。この、漢訳仏典との関係という方面については、欧州ではほとんど研究されていない分野であり、その関係も不明とされていた。
高楠順次郎が1896年に漢訳『善見律毘婆沙』がパーリ語律蔵の注釈書『サマンタパーサーディカー』の翻訳であることを発表、パーリ語仏典と漢訳仏典の対応を証明した。高楠は帰国後に東京大学で梵語とパーリ語の講義を開始、その後に彼の主導によって編纂がなされた『大正新修大蔵経』には、阿含部と律蔵についてパーリ語仏典の相当箇所が注記されている。
姉崎正治・椎尾弁匡によるパーリ五部と漢訳四阿含の綿密な対照研究以降、渡辺海旭・長井真琴・干潟竜祥・渡辺楳雄・赤沼智善・木村泰賢・宇井伯寿らによってなされた比較研究は、漢文を苦手とした二十世紀初頭までの欧州の研究を基礎としつつ、伝統的な漢訳仏典研究の基盤というアドバンテージのある日本の研究者の独擅場となる。ここに、日本の近代仏教学の国際的地位が確立した。その精華として、日本の研究者がその総力を挙げてパーリ語の仏典を国訳した『南伝大蔵経』は、翻訳事業としては欧州の研究を規模において凌ぐものであった。
日本では、学問的に還元されうる原始仏教への強い関心からも阿含の研究が盛んとなったのであるが、パーリ語のアーガマにも新古の層があることが判明してゆくにつれ、大乗非仏説に対する小乗非仏説まで登場した。中村元と三枝充悳も『阿含経』の重要性を強調するいっぽうで「現存の『阿含経』は釈尊の教えを原型どおりに記しているのでは、決してない」と主張している。三枝充悳は「ゴータマ・ブッダおよび初期仏教の思想その他は、以上の四阿含と五ニカーヤとを資料としてのみ、学び知ることができる」と述べる一方、「（阿含経の）原型はブッダ入滅後まもなくまとめられ、伝承の間に多くのものを付加した。現存の経の成立はかなり遅い」とし、現存の『阿含経』相当部分は釈迦の直説ではないとしている。一方で、テキストの中に釈迦の金口直説（こんくじきせつ）が含まれるのだとすれば、それは阿含と律であるとされる。

### 書写と共に発達したとする立場
1990年代以降、現存最古の写本であるガンダーラ語仏教写本の研究が進んだが、馬場紀寿は、ガンダーラ語仏教写本には四阿含や三蔵といった集成をなした痕跡が見られないと評価している。
馬場紀寿によると、21世紀現在の学界では、「書写がはじまってから（書写とともに）律の本体部分や四阿含がまとめられていった。」とする説があるという。馬場は、現段階ではこれを証明する根拠はないものの、その可能性を踏まえて初期仏教を研究する必要があると主張している。
21世紀現在、写本にもとずく文献学的研究からは、阿含経が最古の経典であるとは断定できなくなっている。

## 内容
直説経典であるため、釈迦の言動、並びにその教法――とりわけ七科三十七道品として知られる成道法（修行法）が記されてある。

### パーリ仏典の阿含経の信頼性
パーリ仏典の阿含経は「古層経典」であり、原始仏教の要素を伝えている。とはいえ、釈迦仏教に最も近いと考えられる「最古層経典」と比較すれば、パーリ仏典の阿含経といえども後世の改変が多くあり、注意が必要である。

例えば、原始仏典『ヴィナヤ』（パーリ語の律蔵）では釈迦は初転法輪の際の共同生活において5人の弟子たちと平等に3人ずつ交互に乞食（托鉢）に出かけていた、とあるのに、権威主義的な説一切有部系の『中阿含経』では釈迦の神格化の一環として釈迦は乞食の当番からはずれていたように書き換えられた（植木2011p.29）。

並川孝儀によれば、阿含経が説く三十七道品などの修行法も最古層経典には見えず、これらは「古層経典の時代になって説かれ始め、仏教が成立した当初から存在していたものではない」（並川2023p.1）。
現在利用可能なパーリ語の写本はほとんどが18世紀から19世紀の近代という新しいもので、しかも文献学的な来歴が不明である（下田2020p.1041）。下田正弘は「この点，漢訳の諸経典が古い時代―『道安録』を起点とするなら四世紀以降―より翻訳状況の記録とともに継承されていることに比すると，その歴史資料としての価値にはかなりの限界がある」と指摘する（下田2020p.1040）。

実際、『大般涅槃経』（パーリ仏典経蔵長部。漢訳の長阿含経に相当）を訳出した中村元も、訳注において「（西晋の恵帝の時代の漢訳仏典である）白法祖本には欠けているから後代の付加であろう」(中村1980p.254)というように、文献学的に来歴が確かな漢訳阿含経をもとにパーリ仏典の改変を指摘している。

パーリ仏典の阿含経典には、歴史に実在した釈迦の「直説」が残っている可能性がある。が、それは現行の阿含経典の全てが釈迦の直説であるということを意味しない。

### 漢訳阿含経の信頼性
漢訳の『阿含経』はパーリ語のニカーヤを原典とした翻訳とは考えられない形跡があり、俗語やサンスクリット語で伝えられていた原典がパーリ語訳とは別に漢訳されたと考えられている。一般に、漢訳は意訳も多く、明らかに原語にない言葉が挿入されている場合がある。
以上のように、漢訳『阿含経』の信頼性はより低いものという見方もある。

## 日本語訳

### 全訳
- 『国訳一切経』「印度撰述部 阿含部」 第1-10巻 大東出版社

### 部分訳
- 『新国訳大蔵経』「長阿含経I-III、雑阿含経I-II」 大蔵出版
- 『現代語訳「阿含経典」』 第1-6巻（長阿含経） 平河出版社